# Finale de la Coupe des clubs champions européens 1984-1985
La finale de la Coupe des clubs champions européens 1984-1985 est remportée par la Juventus Football Club qui soulève pour la première fois de son histoire le trophée. 
Une heure avant le coup d'envoi, trente neuf personnes perdent la vie à cause de violents affrontements. Le quotidien français sportif L'Équipe titrera le lendemain « Le football assassiné ».
La Juventus bat le Liverpool FC grâce à un but de Michel Platini sur penalty.

## Parcours des finalistes
Note : dans les résultats ci-dessous, le score du finaliste est toujours donné en premier (D : domicile ; E : extérieur).
| Juventus FC           | Juventus FC | Juventus FC | Juventus FC |                     | Liverpool FC     | Liverpool FC | Liverpool FC | Liverpool FC |
| --------------------- | ----------- | ----------- | ----------- | ------------------- | ---------------- | ------------ | ------------ | ------------ |
| Adversaire            | Total       | Aller       | Retour      | Tour                | Adversaire       | Total        | Aller        | Retour       |
| Ilves Tampere         | 6 - 1       | 4 - 0 (E)   | 2 - 1 (D)   | Seizièmes de finale | Lech Poznań      | 5 - 0        | 1 - 0 (E)    | 4 - 0 (D)    |
| Grasshopper Zurich    | 6 - 2       | 2 - 0 (D)   | 4 - 2 (E)   | Huitièmes de finale | Benfica Lisbonne | 3 - 2        | 3 - 1 (D)    | 0 - 1 (E)    |
| Sparta Prague         | 3 - 1       | 3 - 0 (D)   | 0 - 1 (E)   | Quarts de finale    | Austria Vienne   | 5 - 2        | 1 - 1 (E)    | 4 - 1 (D)    |
| Girondins de Bordeaux | 3 - 2       | 3 - 0 (D)   | 0 - 2 (E)   | Demi-finales        | Panathinaïkos    | 5 - 0        | 4 - 0 (D)    | 1 - 0 (E)    |

## Feuille de match
| 29 mai 1985 | Juventus FC        | 1 – 0   | Liverpool FC | Stade du Heysel, Bruxelles                   |                                              |
|             | Platini 56e (pen.) | (0 - 0) |              | Spectateurs : 58 000 Arbitrage : André Daina | Spectateurs : 58 000 Arbitrage : André Daina |
|             | Rapport            |         |              | Spectateurs : 58 000 Arbitrage : André Daina | Spectateurs : 58 000 Arbitrage : André Daina |

| Juventus | Liverpool |

|                     |    |                   |  |     |
|                     |    |                   |  |     |
| G                   | 1  | Stefano Tacconi   |  |     |
| D                   | 2  | Luciano Favero    |  |     |
| D                   | 3  | Antonio Cabrini   |  |     |
| M                   | 4  | Massimo Bonini    |  |     |
| D                   | 5  | Sergio Brio       |  |     |
| D                   | 6  | Gaetano Scirea    |  |     |
| ATT                 | 7  | Massimo Briaschi  |  | 84e |
| M                   | 8  | Marco Tardelli    |  |     |
| ATT                 | 9  | Paolo Rossi       |  | 89e |
| M                   | 10 | Michel Platini    |  |     |
| ATT                 | 11 | Zbigniew Boniek   |  |     |
| Remplaçants :       |    |                   |  |     |
| G                   | 12 | Luciano Bodini    |  |     |
| D                   | 13 | Nicola Caricola   |  |     |
| M                   | 15 | Bruno Limido      |  |     |
| M                   | 16 | Beniamino Vignola |  | 89e |
| F                   | 14 | Cesare Prandelli  |  | 84e |
| Entraineur :        |    |                   |  |     |
| Giovanni Trapattoni |    |                   |  |     |

|               |    |                  |     |     |
|               |    |                  |     |     |
| GK            | 1  | Bruce Grobbelaar |     |     |
| RB            | 2  | Phil Neal        |     |     |
| CB            | 4  | Mark Lawrenson   |     | 4e  |
| CB            | 6  | Alan Hansen      |     |     |
| LB            | 3  | Jim Beglin       |     |     |
| RM            | 5  | Steve Nicol      |     |     |
| CM            | 8  | Ronnie Whelan    |     |     |
| CM            | 11 | John Wark        | 38e |     |
| LM            | 10 | Paul Walsh       |     | 46e |
| CF            | 7  | Kenny Dalglish   |     |     |
| CF            | 9  | Ian Rush         |     |     |
| Remplaçants : |    |                  |     |     |
| G             | 17 | Chris Pile (en)  |     |     |
| D             | 14 | Gary Gillespie   |     | 4e  |
| M             | 13 | Sammy Lee        |     |     |
| M             | 15 | Jan Mølby        |     |     |
| M             | 16 | Craig Johnston   |     | 46e |
| Entraineur :  |    |                  |     |     |
| Joe Fagan     |    |                  |     |     |